# Gabriel Pericàs
Gabriel Pericàs (Palma, 1988) és un artista actiu actualment a Barcelona. El 2013 va fer l'exposició a la Fundació Joan Miró amb el títol The Nipple Slip Speech. El 2016 va ser un dels guanyadors de les ajudes Injuve a la Creació Jove, en la modalitat d'Arts Visuals, que es van presentar a la Sala Amadís de Madrid. El Projecte Puff! és la publicació d'una transcripció d'una conferència mai pronunciada. El 2017 va fer l'exposició Une énorme langue a la Galería PM8 de Vigo, que va estar oberta fins al 8 de desembre.